# Findeco House
Findeco House est un gratte-ciel situé à Lusaka en Zambie. Bâti dans le style du modernisme yougoslave, il a été inauguré en 1978 et compte 25 étages.
Il est le plus grand édifice de Zambie avec une hauteur estimée à 90 m. Situé à la jonction d'Independence Avenue et de Cairo Road, au cœur du Central Business District de la ville, le bâtiment a été construit entre 1978 et 1979, selon le projet des architectes yougoslaves Dušan Milenković et Branimir Ganović. Le bâtiment porte le nom de la société parapublique FINDECO (State Finance and Development Corporation) qui en était le propriétaire initial. Le bâtiment abrite actuellement des bureaux et des espaces commerciaux et est actuellement géré par l'Autorité nationale du logement.